# 현대파텍스
현대파텍스 주식회사는 단종된 자동차의 차체 부품을 제조, 공급하는 국내 최초의 자동차 A/S부품 전문 기업으로, 현대자동차의 자회사이다.

## 사업장 현황
- 본사: 충청남도 서산시 무장길 29 (지곡면)
- 익산공장: 전북특별자치도 익산시 석암로 3길 17-26